# Peltokorpi
Peltokorpi är en tätort (finska: taajama) i Karleby stad (kommun) i landskapet Mellersta Österbotten i Finland. Vid tätortsavgränsningen den 31 december 2021 hade Peltokorpi 518 invånare och omfattade en landareal av 3,19 kvadratkilometer.